# Doddagatta, Hosadurga
Doddagatta là một làng thuộc tehsil Hosadurga, huyện Chitradurga, bang Karnataka, Ấn Độ.